# The Cleansing
The Cleansing er et dansk deathmetal-band dannet i København i 2007. Bandet udgav i 2009 deres debutalbum ved navn Poisoned Legacy på det amerikanske selskab Deepsend Records. Albummet blev nomineret til Danish Metal Awards som Årets Metal Debut.

## Medlemmer
- Toke Kristof Eld – Vokal
- Jeppe Hasseriis – Guitar
- Andreas Lynge – Guitar
- Mads Lauridsen - Trommer
- Martin Leth Andersen - Bas

### Tidligere medlemmer
- Martin Rosendahl – Bas (2007-2010)
- Morten Løwe Sørensen – Trommer (2007-2010)
- Mads Haarløv – Bas (2010-2011)

## Diskografi

### Albums
- 2009 Poisoned Legacy
- 2011 Feeding the Inevitable